# Jonny Quest
Jonny Quest was een Amerikaanse animatieserie geproduceerd door Hanna-Barbera Productions die van 1964 tot 1965 op de zender ABC Television Studio te zien was. De serie draaide over een jongen, Jonny Quest, die allerlei avonturen beleefde die omschreven kunnen worden als sciencefiction.
In 1986 werden er nieuwe afleveringen gemaakt. In 1996 volgde The Real Adventures of Jonny Quest.